# Greinbach
Greinbach osztrák község Stájerország Hartberg-fürstenfeldi járásában. 2017 januárjában 1800 lakosa volt.

## Elhelyezkedése

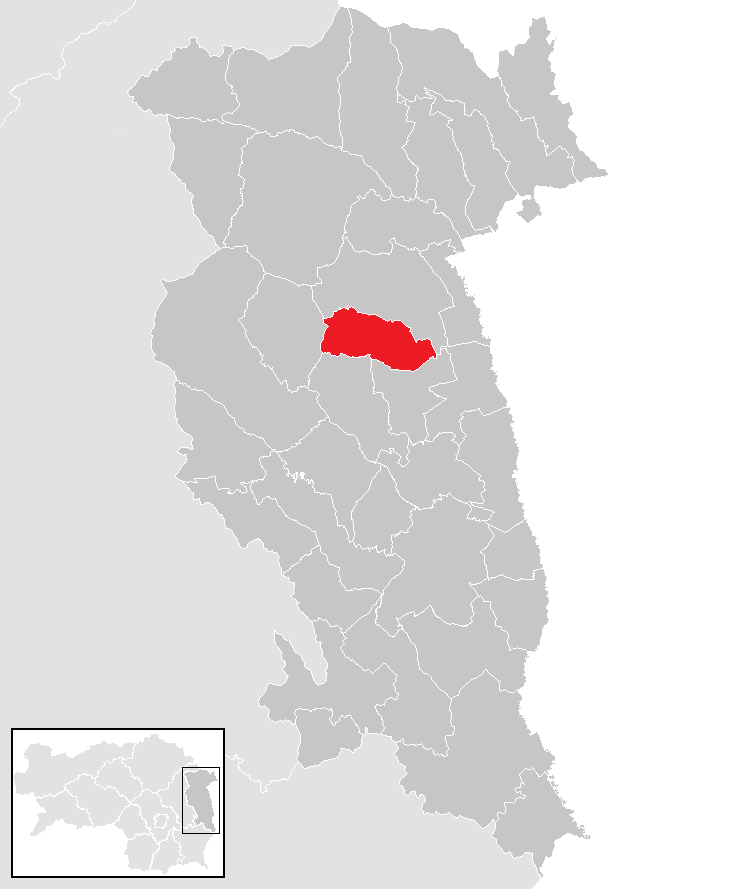
Greinbach a Hartberg-fürstenfeldi járásban

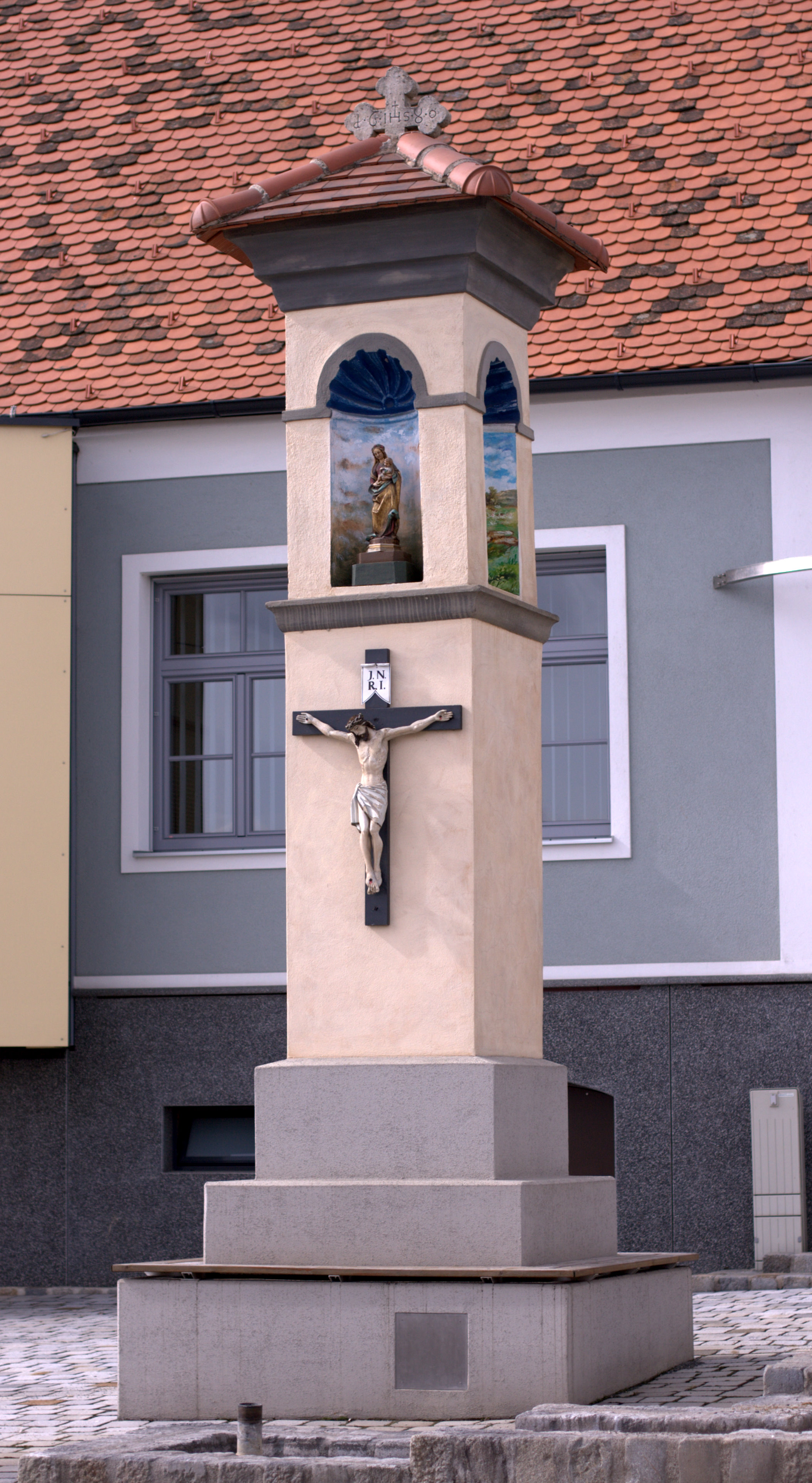
A penzendorfi szentképes pszlop

Greinbach a Joglland középhegységben fekszik a Kelet-stájerországi dombság és a Murán-túli Elő-Alpok között, a járási székhely Hartbergtől közvetlenül északra (Penzendorf gyakorlatilag egybe is épült Hartberggel). Tőle nyugatra található a Pöllau-völgyi natúrpark. Legfontosabb folyóvize a Greinbach, amely a Hartberger Safenbe torkollik. Az  önkormányzat 3 települést egyesít: Penzendorf (872 lakos), Staudach (841 lakos) és Wolfgrub (89 lakos). Greinbach nevű település nincs, a polgármesteri hivatal Penzendorfban található. 
A környező önkormányzatok: északra Grafendorf bei Hartberg, délkeletre Hartberg, délnyugatra Hartberg Umgebung, nyugatra Pöllauberg. 	

## Története
Az önkormányzat 1968-ban jött létre az addig önálló Penzendorf és Staudach egyesülésével és felvette a települések között nyugat-kelet irányban átfolyó patak nevét.     

## Lakosság
A greinbachi önkormányzat területén 2017 januárjában 1800 fő élt. A lakosságszám 1991-ben érte el a csúcspontját 1876 fővel, utána csökkenésnek indult, de az utóbbi években stabilizálódni látszik. 2015-ben a helybeliek 93,5%-a volt osztrák állampolgár; a külföldiek közül 0,3% a régi (2004 előtti), 1,1% az új EU-tagállamokból érkezett. 0,7% a volt Jugoszlávia (Szlovénia és Horvátország nélkül) vagy Törökország, 4,5% egyéb országok polgára. 2001-ben a lakosok 95,4%-a római katolikusnak, 1% evangélikusnak, 1,3% muszlimnak, 2% pedig felekezet nélkülinek vallotta magát. Ugyanekkor 10 magyar (0,6%) élt a községben.

## Látnivalók
- Greinbach leginkább a PS Racing Center versenypályáról ismert, ahol ralikrossz Európa-bajnoki futamokat is tartanak.
- az 1892-ben épült Hét nyírfa-kápolna Staudachban
- az 1688-ban emelt, 6 m magas oszlop Szűz Mária szobrával és feszülettel Penzendorfban
- római kori halomsír-mező

## Fordítás
- Ez a szócikk részben vagy egészben  a   Greinbach című német Wikipédia-szócikk ezen változatának fordításán alapul.  Az eredeti cikk szerkesztőit annak laptörténete sorolja fel. Ez a jelzés csupán a megfogalmazás eredetét és a szerzői jogokat jelzi, nem szolgál a cikkben szereplő információk forrásmegjelöléseként.